# Березовка (Усть-Таловська селищна адміністрація)
Бере́зовка (каз. Березовка) — село у складі Шемонаїхинського району Східноказахстанської області Казахстану. Входить до складу Усть-Таловської селищної адміністрації.
Населення — 299 осіб (2021; 352 у 2009, 360 у 1999, 360 у 1989).
Національний склад станом на 1989 рік:
- росіяни — 100 %